# Ramat Rachel

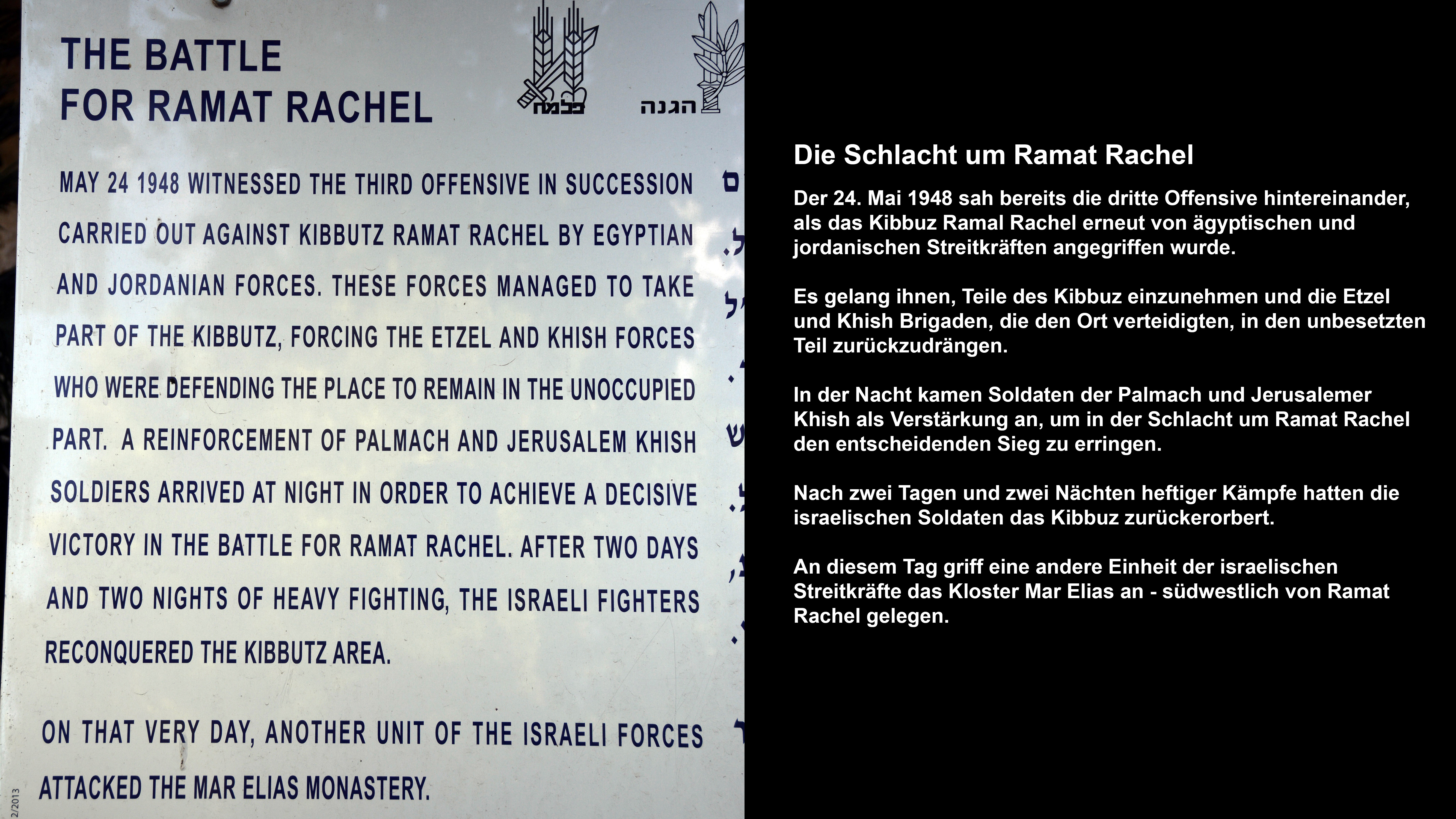
Infotafel über die Schlacht um Ramat Rachel 1948 (im Hotel)

Ramat Rachel (hebräisch רָמַת רָחֵל Ramat Rachel, deutsch ‚Anhöhe Rachels‘, Betonung jeweils auf der zweiten Silbe) ist ein Kibbuz in Israel am südlichen Stadtrand Jerusalems mit Blick auf Betlehem und hat 545 Einwohner. Ramat Rachel bildet eine Exklave des Regionalverbands Mateh Jehuda. Als Kibbuz im Grenzgebiet wurde er von 1929 bis 1967 dreimal zerstört. Im Krieg 1948 wechselte die Herrschaft sechsmal, und im Sechstagekrieg 1967 war er Ziel intensiven Artilleriebeschusses von jordanischer Seite aus.
Hauptarbeitgeber ist das örtliche Hotel, aber es gibt auch einen archäologischen Park. Überreste eines groß angelegten Palastes und Anlagen zur Wasserversorgung wurden ausgegraben. Möglicherweise sind sie in die Zeit des frühen Königtums in Israel zu datieren. Der Ort zeigt Siedlungsspuren aus neubabylonischer, persischer, hasmonäischer und römischer Zeit.

## Kibbuz
Der Kibbuz wurde 1926 durch Einwanderer aus Litauen und Russland gegründet, die dem Gdud ha-Avoda (Arbeiterbataillon) von Joseph Trumpeldor angehörten, einer sozialistisch-zionistischen Gruppierung, die 1926 aus ideologischen Gründen in verschiedene Fraktionen zerfiel. Bei der Errichtung des Kibbuz half der Keren Hajessod: Ramat Rachel entstand auf Ländereien, die dem Jüdischen Nationalfonds gehörten. Der Name, zu deutsch Anhöhe Rachels, bezieht sich auf das nahe gelegene Grab Rachels und die Hügel des Judäisches Berglandes. Während des Araberaufstandes 1929 wurde der Kibbuz zerstört. In den 1930er Jahren wurde er wieder aufgebaut, wurde im Israelischen Unabhängigkeitskrieg 1948 jedoch erneut zerstört, wenngleich er von da an zum Staatsgebiet Israels gehörte. Als die Israel Exploration Society 1956 in Jerusalem ihre 12. Jahrestagung abhielt und auch einen Ausflug zu den Grabungen in Ramat Rachel unternahm, eröffneten jordanische Soldaten das Feuer, bei dem vier Personen umkamen, darunter Jacob Pinkerfeld, ein Architekt, Mitglied der Ausgrabungen von Bet Alpha und Ezion-Geber und Experte für antike Synagogen. Mit der Erweiterung Jerusalems nach Süden ist Ramat Rachel nun eine Enklave im Stadtgebiet.

## Archäologie
Benjamin Mazar und Moshe Stekelis leiteten 1930/31 die erste wissenschaftliche Grabung vor Ort. Vorausgegangen war die Auffindung einer jüdischen Grabhöhle aus der Zeit des Zweiten Tempels. Die Grabung förderte auch Funde aus römischer, persischer und der Eisen-II-Zeit zu Tage. Darunter befand sich ein erster lmlk-Stempel. Der Survey auf dem Tell erbrachte auch ein proto-ionisches Kapitell. 1954 führten das Israel Department of Antiquities und die Israel Exploration Society unter Leitung von Yohanan Aharoni eine weitere Grabung durch, der bis 1962 weitere folgten. Auf der Nordostecke des Tells wurden die Reste eines byzantinischen Klosters ausgegraben. Dieses wurde nicht vor dem 5. Jahrhundert erbaut und ist nach Aharoni mit der Kathisma-Kirche zu identifizieren, die in antiken Pilgerberichten erwähnt wird. An dieser Stelle wurde des Rastens der Maria und des Joseph, der Eltern Jesu, auf ihrer Flucht nach Ägypten gedacht. Im arabischen Namen eines nahegelegenen Brunnens Bir Qadismu sei das griechische Kathisma noch erhalten. Das vor der byzantinischen Schicht liegende Stratum ist großenteils zerstört und reicht von der persischen bis in die frühe römische Zeit. Die älteste Schicht stammt aus der Eisen-II-Zeit, auf die die Gründung eines palastartigen Gebäudes zurückgeht. Aharoni identifizierte Ramat Rachel vorläufig mit dem biblischen Ort Bet ha-Kerem (Jer 6,1). Der Name Ramat Rachel (dt. Rachels Anhöhe) wurde dem Ort vom Kibbuz verliehen – wegen der Nähe zum Grab Rachels bei Bethlehem gemäß der Bibel (Genesis 35,19). Die antiken Überreste werden auf Arabisch Chirbet es-Sallah genannt, dies scheint jedoch ebenfalls erst auf die Neuzeit zurückzugehen. Noch aus dem 19. Jahrhundert ist der arabische Name Tell Abu Hureira überliefert. Yigael Yadin, der selbst nie am Ort grub, schlug eine Datierung des von Aharoni ausgegrabenen „Palastes“ in die Zeit der Königin Atalja vor und identifizierte ihn mit dem „Haus des Baal“ (2 Kön 11,18).
Zu den zahlreichen bedeutenden Funden, die bei den Ausgrabungen zu Tage traten, gehören die LMLK-Siegelabdrücke auf abgebrochenen Krughenkeln, welche oft noch ein oder zwei Worte bisher ungeklärter Bedeutung enthalten. Gabriel Barkay, ein weiterer Ausgräber, der 1984 Ramat Rachel untersuchte, stellte die These auf, dass der antike Name des Ortes MMST – eines der vier ungeklärten Worte – gewesen sein könnte. Die These Barkays wird durch eine von Aharoni gefundene Tonscherbe gestützt, die möglicherweise eine gezeichnete Darstellung Hiskijas enthält, welcher zur Herstellungszeit jener Krüge König war. Allerdings wurden in Ramat Rachel mehr Henkel mit der Aufschrift HBRN (Hebron) oder SJF (Siph) als mit MMST gefunden.
Eine neuerliche Grabungskampagne begann 2004 unter der Leitung von Oded Lipschits und Manfred Oeming. Nach Ansicht von Lipschits könnte es sich bei Ramat Rachel um die aus Jer 41,17 bekannte „Herberge Kimhams“ handeln.